# Julian Fedtke
Julian Fedtke (* 1994) ist ein deutscher Handballschiedsrichter aus Berlin. Er gehört zum Elitekader des DHB und ist seit 2008 Schiedsrichter.

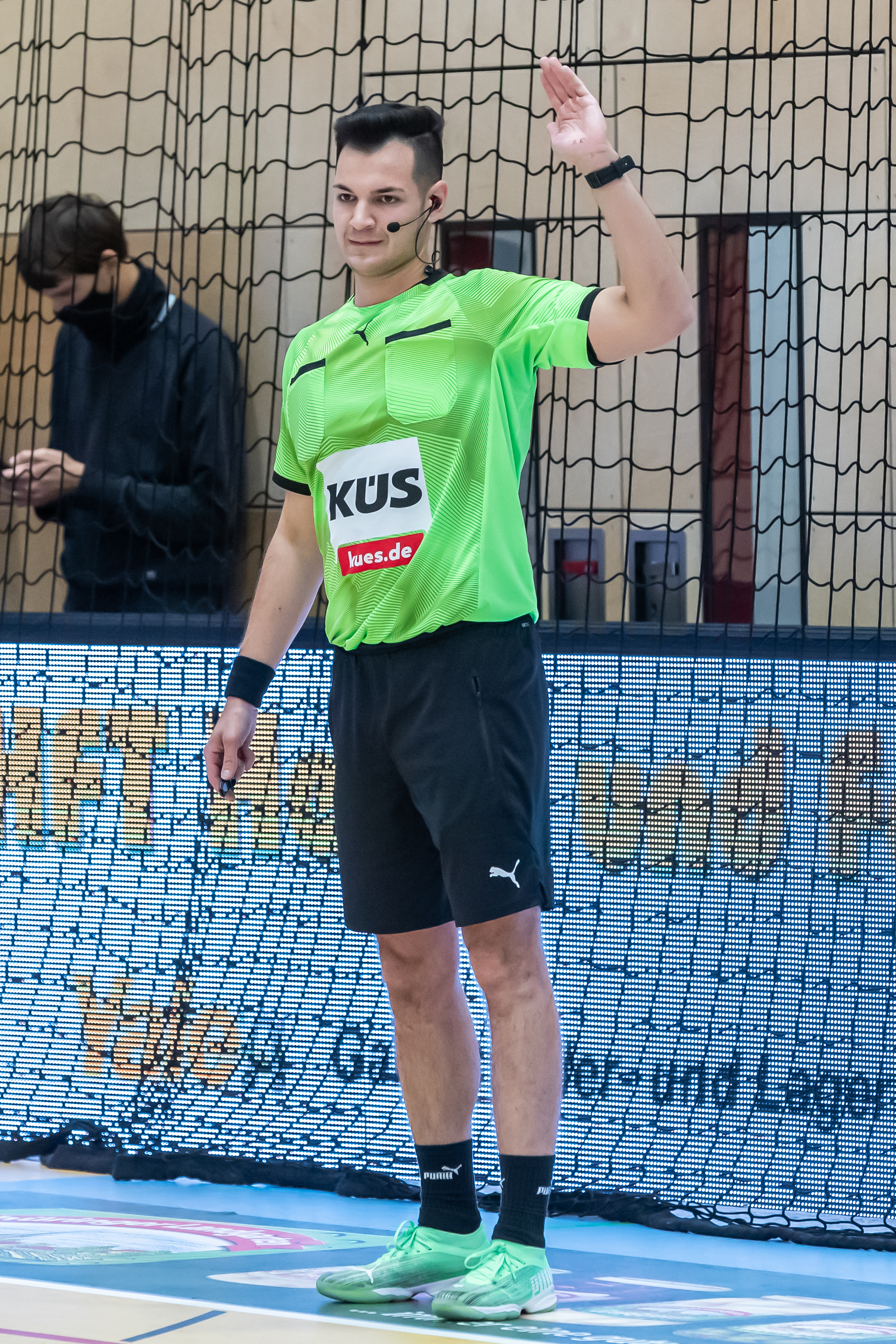
Julian Fedkte (2020)

## Karriere
Fedtke wurde 2008 Schiedsrichter. Er bildet zusammen mit Niels Wienrich ein Schiedsrichtergespann. In der Saison 2017/18 nahm das Duo am EHF Young Referee Project teil und kam bei Spielen der israelischen Männer-Nationalmannschaft, Sarja Kaspija Astrachan und Club Balonmano Benidorm zum Einsatz. Zur Saison 2020/21 stiegen Fedtke/Wienrich in den Eliteanschlusskader des DHBs auf und war das jüngste Schiedsrichterteam, das in der Handball-Bundesliga zum Einsatz kam, wurden in der folgenden Spielzeit aber wieder in den Anschlusskader zurückgestuft. Zur Saison 2024/2025 schafften die Zwei erneut den Aufstieg in den Elitekader. Fedtke/Wienrich kamen bis Jahresanfang 2025 auf über 250 Einsätze auf Ebene des DHB sowie zwei internationale Einsätze.
Fedtkes Stammverein ist TSV Rudow.

## Privates
Fedtke ist hauptberuflich Vorstandsreferent bei der kommunalen Wohnungsbaugesellschaft Gesobau.